# Adam Oehlenschläger
Adam Oehlenschläger (1779 - 1850)  là nhà thơ, nhà viết kịch nổi tiếng của Đan Mạch thế kỉ thứ XIX.

## Tiểu sử
Ngay từ thuở còn tuổi vị thành niên, ông đã theo dõi về nghệ thuật sân khấu. Oehlenschläger còn biết nhận thức nội dung của vở kịch và phê phán cả về tài nghệ diễn xuất của các diễn viên trong vở kịch trên sân khấu.
Oehlenschläger nổi tiếng là một đứa bé thông minh từ năm lên 12 tuổi. Nhiều nhà hảo tâm đã giúp đỡ và khuyến khích ông trên đường học vấn. Năm 15 tuổi ông bắt đầu viết lên những bài phê bình về kịch trường và chuyên chú về viết lách.
Năm lên 18 tuổi, ông được một nhà soạn kịch giới thiệu vào một ban kịch nghệ diễn xuất tại rạp Hoàng Gia. Nhưng chỉ trong một thời gian không bao lâu sau đó, ông rời bỏ sân khấu trở về lại với việc học và...tiếp tục sáng tác thơ. Ông vừa học Luật vừa làm thơ. Ông dành nhiều thì giờ để đọc thơ trong nước và của các thi văn của nước ngoài du nhập vào Đan Mạch.

## Sự nghiệp sáng tác
Thơ ông bắt đầu cho đăng tải trên các tạp chí văn học, được nhiều người ca tụng. Đến năm 1797 tức năm vừa tròn 18 tuổi ông cho xuất bản thi phẩm đầu đời mang tựa đề Les Cornes d’or và nổi tiếng từ đó. Tuy nhiên Oehlenschläger cảm thấy không thể chỉ để thi văn giữ mãi trong khuôn sáo cũ mà cần phải mở ra cho nền thi văn con đường phóng khoáng hơn. Lúc bấy giờ phong trào thi văn lãng mạn ở Đức đang thịnh hành và được nhiều giới thi văn bắt đầu có xu hướng đi theo phong trào này. Ông quyết thực hiện. Và ông đã thành công.
Lúc bây giờ ông như một dòng thác lũ, thơ ông cuồn cuộn trôi...đến nổi lắm lúc ông không viết kịp theo nguồn cảm hứng...Nhờ vậy mà đứa con tinh thần thứ hai theo xu hướng lãng mạn của Đức mang tên "Hành trình của Thor đến Jôtunheim" (Voyage de Thor vers Lotunheim) ra đời. Tập thơ lãng mạn đầu tiên này của xứ sở Đan Mạch đã làm cho mọi người sững sờ, nhất là giới đi tìm chân trời mới nhiệt liệt ca tụng không tiếc lời. Tên tuổi ông thật sự đang trên đà lên tận đỉnh cao trong thi giới ở Bắc Âu.
Tiếp theo đó ông cho ra đời thêm nhiều tác phẩm nữa như "L’Autel de Freja", "Voyage de Langeland, Aladin ou la lampe merveilleuse – câu chuyện thần thoại đã làm cho độc giả đam mê nhất là giới trẻ.
Oehlenschläger thành công thật sự. Trong chuyến đi du lịch ông gặp nhà thơ Fichte, Goethe cùng với một số nhà thơ nổi tiếng khác ở Đức. Ông cùng với các nhà thơ này thảo luận nhiều về các bộ môn văn học. Tại đây, ông trở lại việc soạn kịch. Goethe vô cùng kinh ngạc khi được ông trao xem bản thảo vưa mới hoàn thành của ông. Ở Đức được thời gian, ông từ giả các văn hữu để sang Pháp. Tại kinh thành ánh sáng Ba Lê trong thời gian lưu lại tác phẩm "Poemes du Nord" ra đời. Tác phẩm này vừa là kịch mang tựa đề Palantoke cũng vừa là thơ.
Từ đó, ông chú tâm nhiều về công việc sáng tác kịch phẩm như các bi kịch Axel và Valborg... Điều mà ông tự cho mình được hân hạnh nhất trong chuyến du lịch dài ngày là được gặp mặt nữ sĩ Stael, trao đổi về quan niệm làm thơ viết văn soạn kịch...rất tương đắc.
Vào năm 1809, ông sang Ý. đứng trước các danh lam thắng cảnh tại kinh thành La Mã ông cảm thấy say mê các cảnh cảnh thơ mộng tại đất nước này. Cũng tại nơi này ông tỏ ra ngậm ngùi và xúc động khi nghe những cảnh tang thương chết chóc của bao đấn anh hùng xả thân vì đất nước. Sự xúc cảm đã giúp ông sáng tác vở Le Corrège - vở kịch ông được nhân dân Ý ngưỡng vọng và tỏ lòng kính trọng.
Về quê nhà ông kết hôn với Christiane Heger. Sau đó, ông nhận lời mời của trường Đại học Copenhagen làm giảng sư khoa Thẩm mỹ.
Các tác phẩm khác như Helge, Les Dieux du Nord đến Hoàng Hậu Marguerite ra đời. Năm 1829, ông được một nhà thơ lừng danh của Thụy Điển – Esaias Tegner – tôn vinh ông là vị "Thi Thánh Bắc Âu".